# Муфта кулачково-дисковая

Анимированное изображение механизма Олдхема

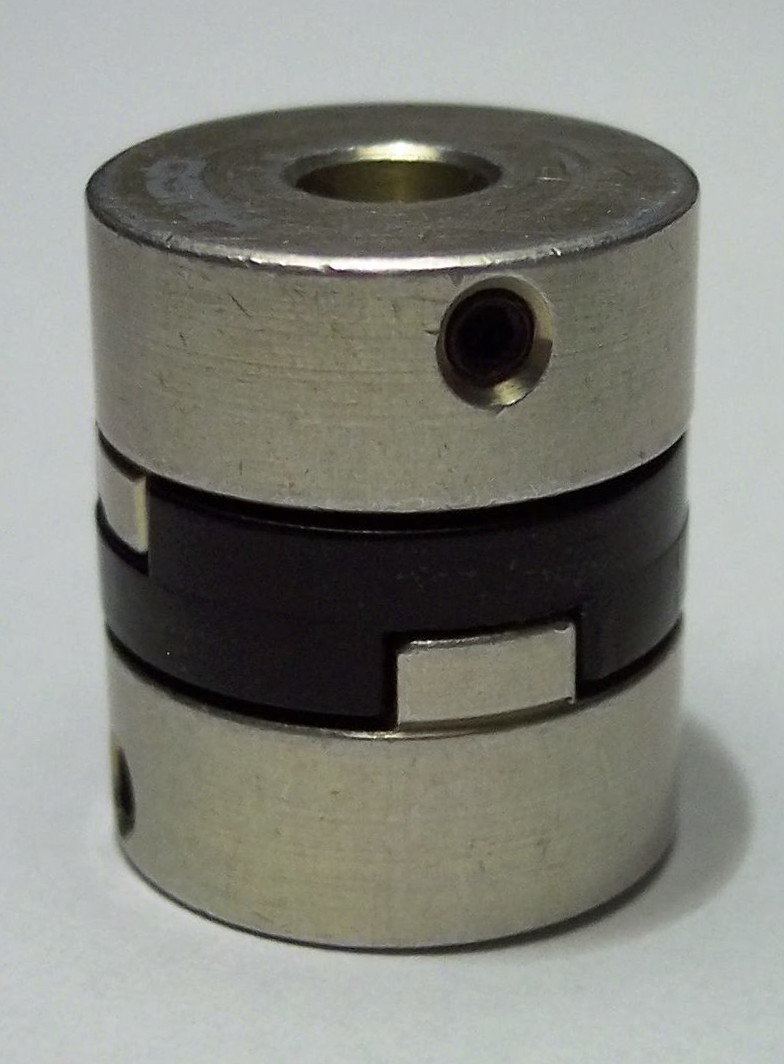
Механизм Олдхема в собранном виде

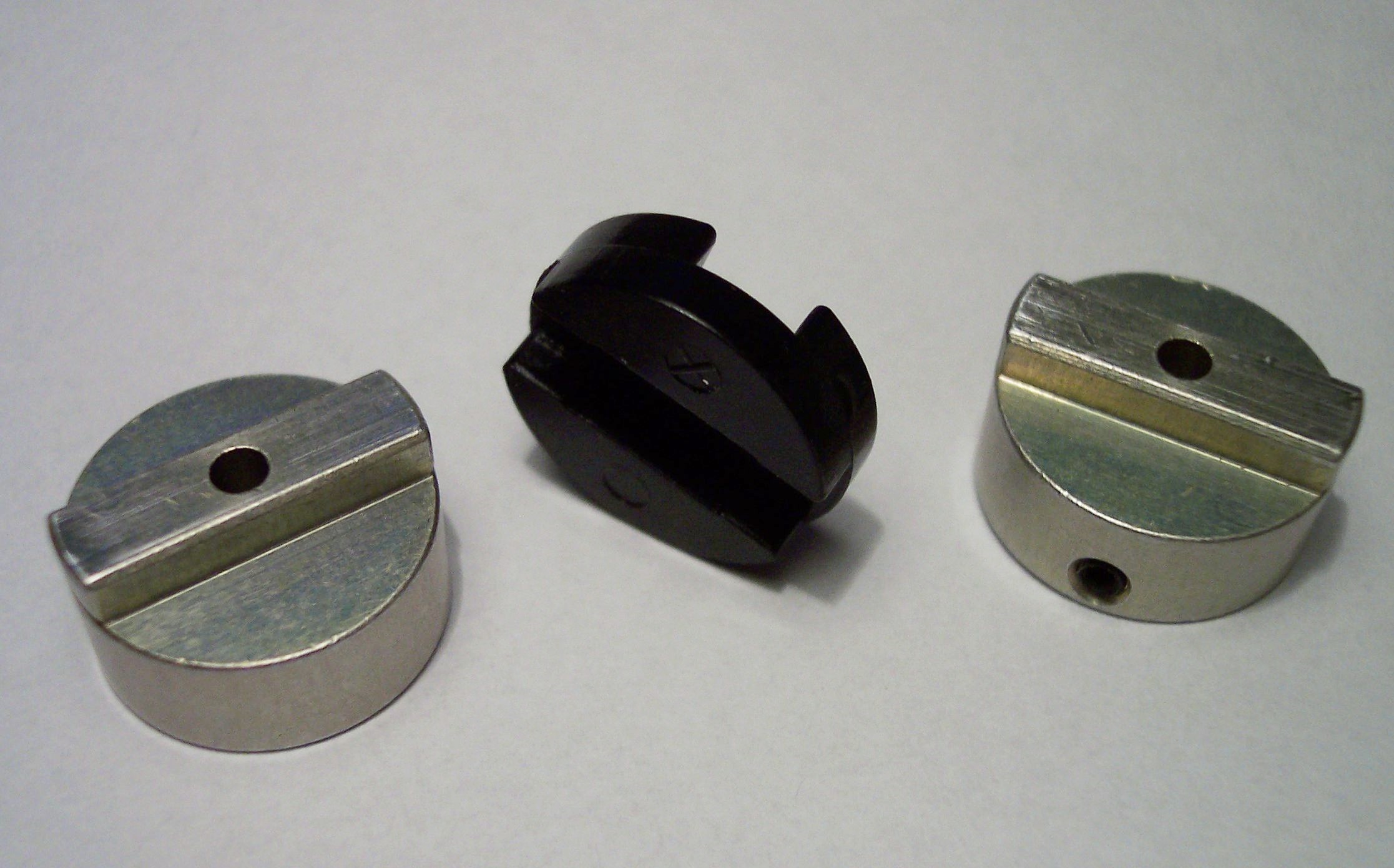
Механизм Олдхема в разобранном виде

Муфта кулачково-дисковая или механизм Олдхема (англ. Oldham coupler) — это способ передачи вращательного момента между двумя параллельными, но не соосными валами. Механизм состоит из трёх дисков, один из которых соединён со входным валом, другой соединён с выходным валом, а средний диск — с двумя другими посредством соединения выступ-впадина (подобно тому, как соединяется паркет). Выступ и впадина с одной стороны среднего диска перпендикулярны выступу и впадине с другой стороны среднего диска. Часто в таких устройствах применяют пружины для компенсации зазоров и мёртвого хода между деталями механизма. Такие механизмы намного компактнее, чем, например, карданная передача.
Механизм назван в честь ирландского инженера Джона Олдхема, который изобрёл его в 1820 году.
Средний диск вращается вокруг своего центра с той же самой скоростью, что входной и выходной валы. Центр среднего диска движется по окружности (дважды за один оборот) вокруг средней точки между входным и выходным валами.
Подвижность полумуфты относительно другой полумуфты по Сомову-Малышеву равна шести. Тем не менее, муфта передает крутящий момент и это является частным случаем для ортогонально расположенных выступов.